# أناليزا تورسي
أناليزا تورسي (مواليد 26 سبتمبر 1976) هي لاعبة كرة لينة إيطالية شاركت في دورة الألعاب الأولمبية الصيفية لعام 2004.